# Meybra
Meybra is een historisch motorfietsmerk.
De bedrijfsnaam was: Meybra Motorenwerk, Georg Meyer, Bayreuth.
Georg Meyer begon in 1923 met de productie van lichte motorfietsjes. Hij ontwikkelde daarvoor zelf een 168cc-tweetaktmotor. Het was een tijd dat honderden kleine bedrijfjes in Duitsland op hetzelfde idee kwamen: lichte en goedkope motorfietsen bouwen. De meesten kochten daarvoor inbouwmotoren bij bestaande merken met voor het publiek vertrouwde merken, waardoor de productiekosten laag bleven. Desondanks stopten in 1925 meer dan 150 van deze kleine merken hun productie, omdat ze buiten hun eigen regio bij gebrek aan een dealerorganisatie hun motorfietsen niet konden verkopen. Dat overkwam ook Meybra.